# 3425 Hurukawa
3425 Hurukawa (1929 BD) là một tiểu hành tinh vành đai chính được phát hiện ngày 29 tháng 1 năm 1929 bởi Karl Wilhelm Reinmuth ở Heidelberg.
Tiểu hành tinh được đặt tên cho Kiichiro Hurukawa, nhà thiên văn học người Nhật.